# Mogera insularis
Mogera insularis — вид ссавців з родини кротові. Населяє Тайвань.

## Таксономічні примітки
Вид раніше включав M. latouchei та популяції, які тепер відносять до нещодавно описаного M. kanoana